# Národní muzeum v Krakově
Národní muzeum v Krakově (polsky Muzeum Narodowe v Krakowie) je muzeum nacházející se převážně ve městě Krakově s jednou budovou ve městě Zakopane, vše v Malopolském vojvodství v Polsku.

## Historie
Národní muzeum v Krakově bylo zřízeno na základě rozhodnutí Rady města Krakova dne 7. října 1879. Zpočátku se muzeum nacházelo ve dvou místnostech v patře renesanční Tržnice vlněných látek (Sukiennice), ve středu Hlavního náměstí. Muzejní sbírky rostly díky štědrým darům. Jejich součástí jsou díla z oboru malířství, grafiky, sochařství, užitého umění, řemesel, sbírka mincí aj. Muzeum získalo nové výstavní prostory v historických budovách, včetně domovů zemřelých krakovských umělců. V roce 1934 byla zahájena stavba nové moderní budovy muzea. První prostory byly předány do užívání v roce 1970, stavba byla dokončena v roce 1990.

## Galerie

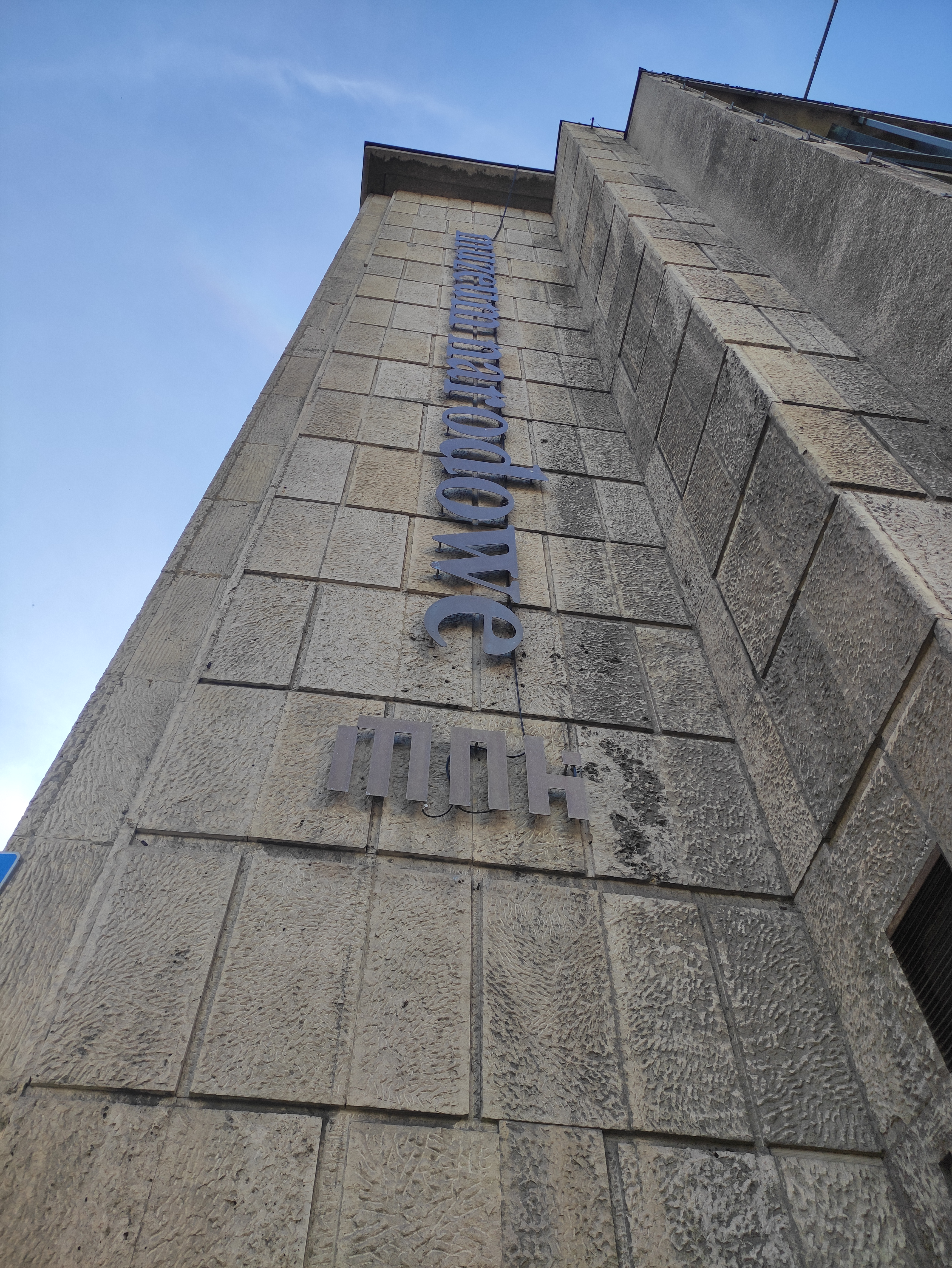
Exteriér hlavní budovy
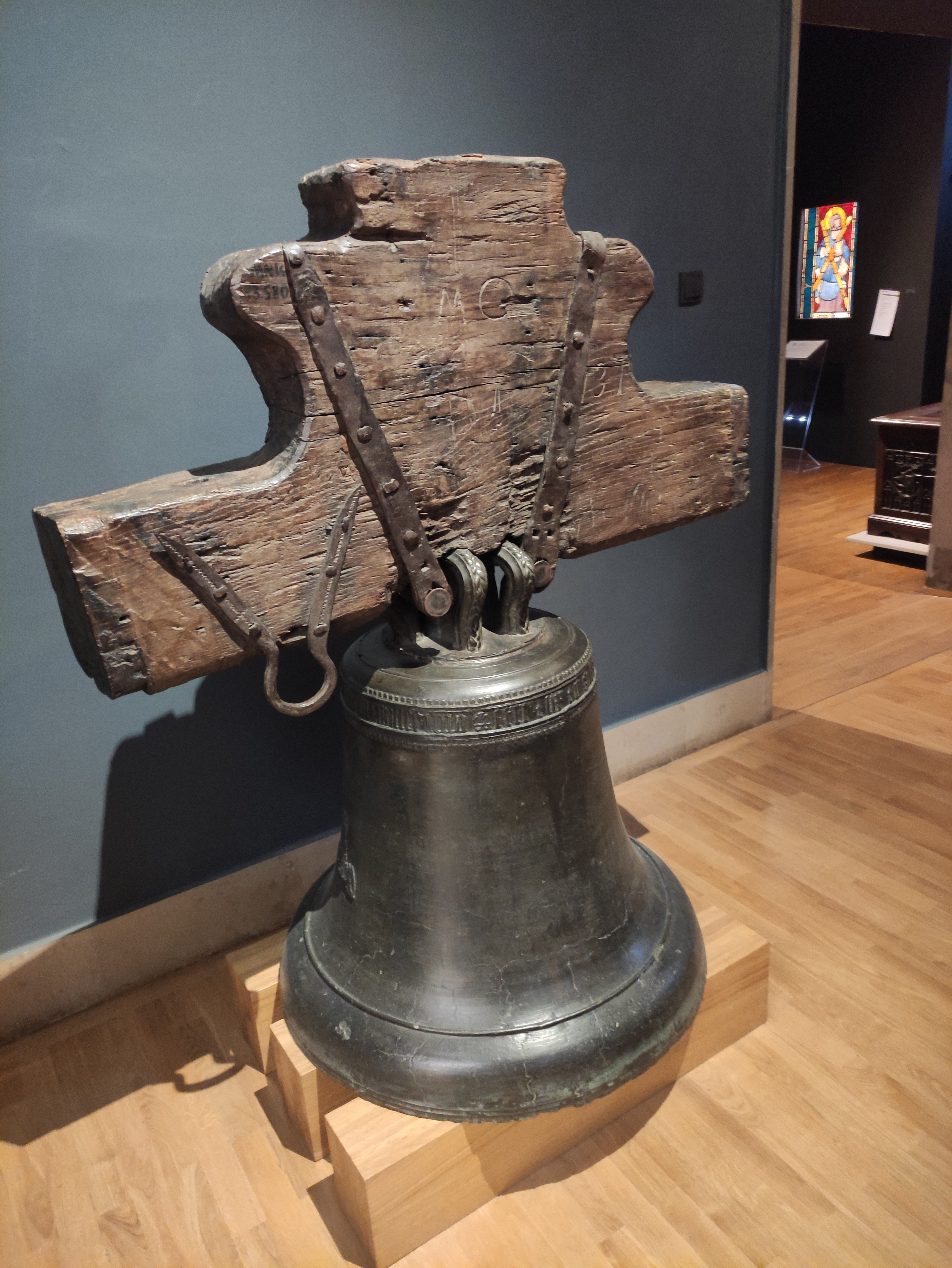
Interiér hlavní budovy
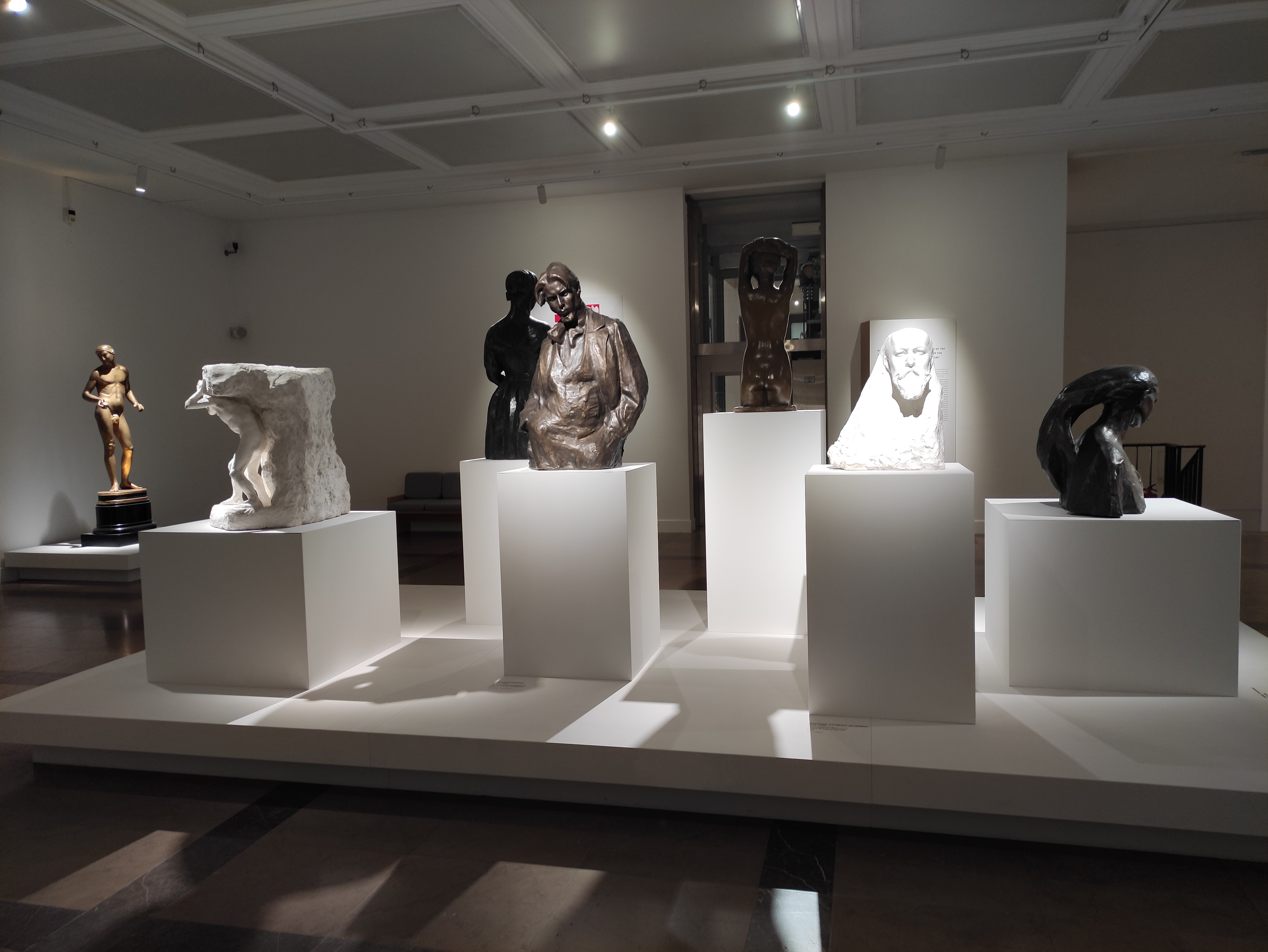
Interiér hlavní budovy
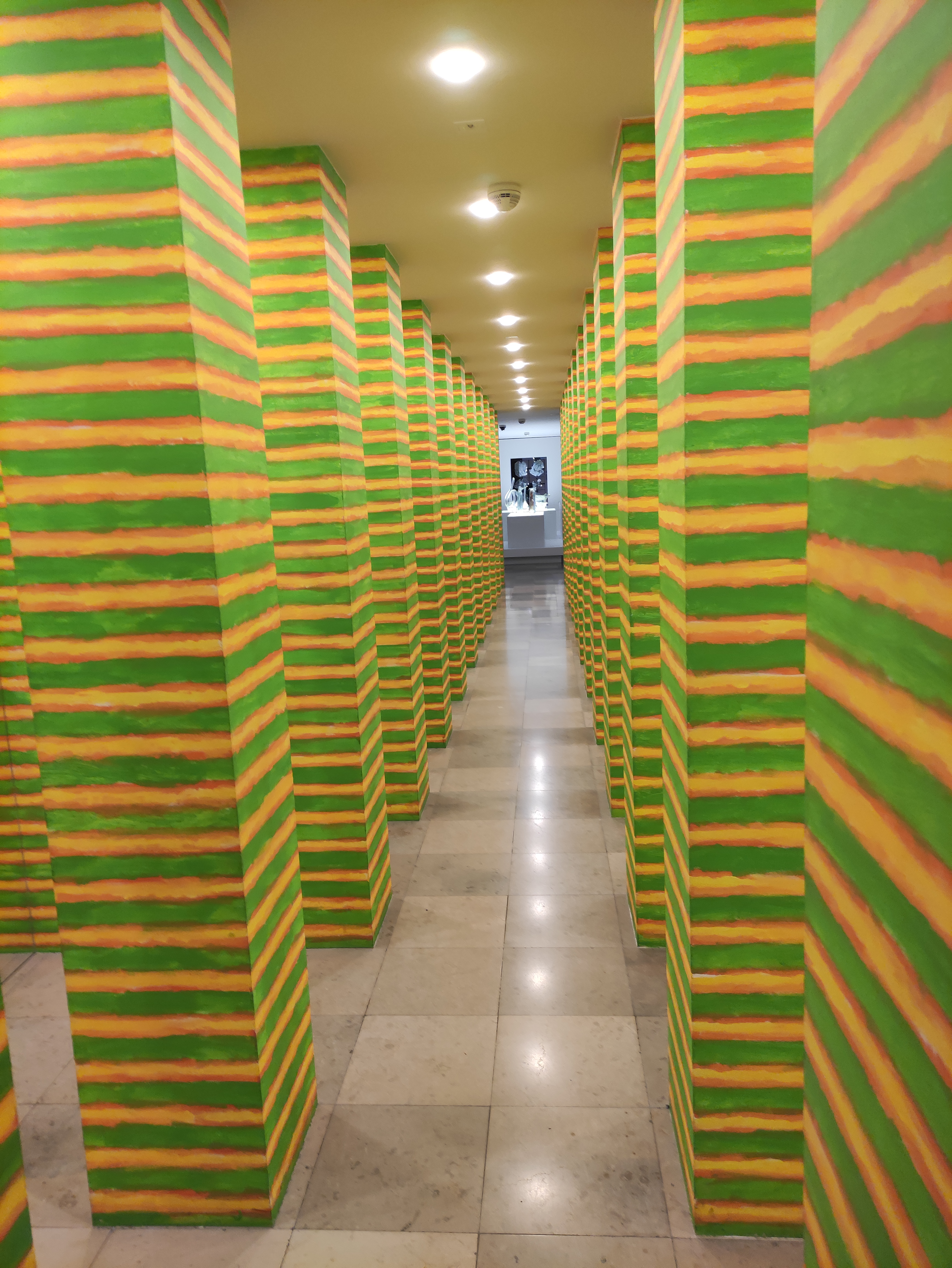
Interiér hlavní budovy

## Budovy a expozice Národního muzea v Krakově
Národní muzeum má vedle hlavní budovy (Aleja 3 Maja 1) více poboček:
| Foto | Budova                                                                  | Adres                       |
| ---- | ----------------------------------------------------------------------- | --------------------------- |
|      | Hlavní budova                                                           | Krakov, Aleje 3 Maja 1      |
|      | Biskupský palác Erasma Ciołeka                                          | Krakov, ul. Kanonicza 17    |
|      | Galerie polského umění v renesanční Tržnici vlněných látek (Sukiennice) | Krakov, Rynek Główny 3      |
|      | Dům Jana Matejka                                                        | Krakov, ul. Floriańska 41   |
|      | Dům Józefa Mehoffera                                                    | Krakov, ul. Krupnicza 26    |
|      | Muzeum Emmericha Hutten-Czapského                                       | Krakov, ul. Piłsudskiego 12 |
|      | Muzeum Stanisława Wyspiańského                                          | Krakov, Pl.Szczepański 9    |
|      | Muzeum knížat Czartoryských                                             | Krakov, ul. Św. Jana 19     |
|      | Knihovna knížat Czartoryských                                           | Krakov, ul. Św. Marka 17    |
|      | Středisko evropské kultury "Europaeum"                                  | Krakov, Pl. Sikorskiego 6   |
|      | Vila Karola Szymanowského „Atma“ v Zakopaném                            | Zakopane, ul. Kasprusie 19  |